# Ouragan Nicole (2022)
Pour les articles homonymes, voir Cyclone tropical Nicole.
L’ouragan Nicole est le seizième cyclone tropical, la quatorzième tempête tropicale nommée et le huitième ouragan de la saison cyclonique 2022 dans l'océan Atlantique nord. Nicole s'est formée comme un cyclone subtropical le 7 novembre à partir d'une zone de basse pression non tropicale près des Grandes Antilles les jours précédents et s'est transformée en tempête tropicale le lendemain. Le 9 novembre, celle-ci a touché Great Abaco et Grand Bahama aux Bahamas, y devenant un ouragan de catégorie 1 dans l'échelle de Saffir-Simpson avant de toucher la Floride la nuit du 9 au 10 novembre. Après avoir traversé l'État d'Est en Ouest, Nicole est retombé à tempête tropicale puis à dépression tropicale en passant dans la région près de Tallahassee avant d'entrer dans le sud-est de la Géorgie. Se dirigeant vers le nord-est, le système est devenu post-tropical le 11 novembre et fut absorbé par un système frontal ensuite.
Le précurseur de Nicole a donné des pluies torrentielles sur plusieurs îles des Antilles. Une fois formé, il a causé des dégâts modérées à importants aux Bahamas et en Floride. L'ex-Nicole a donné de fortes pluies sur l'Est des États-Unis et du Canada, la pluie se transformant en neige près du golfe Saint-Laurent. Au 11 novembre, on dénombrait 11 décès (6 en République dominicaine et 5 aux États-Unis) liés à la tempête.

## Évolution météorologique
Le National Hurricane Center a commencé à suivre une vaste zone dépressionnaire dans la mer des Caraïbes le 5 novembre. Celle-ci a développé une dépression associée à des averses et des orages désorganisés juste au nord de Porto Rico, dans le sud-ouest de l'Atlantique, le lendemain. À 10 h UTC le 7, le NHC a émis son premier bulletin concernant la tempête subtropicale Nicole, situé à 895 km à l'est des îles du nord des Bahamas, et une veille cyclonique a été émise pour cet archipel. Les veilles ou alertes ont été allongées vers la côte de la Floride et de Géorgie dans les bulletins suivants.
Le 8 novembre, la tempête s'est intensifiée à l'approche des Bahamas et la convection profonde s'est développée près du centre, y ramenant sur un plus petit rayon les vents maximaux, ce qui a suggéré qu'elle avait fait la transition vers une tempête purement tropicale dès 15 h UTC. Le 9 novembre à 16 h 55 UTC, les données du radar météorologique et de surface montrèrent que le centre de Nicole a touché l'île de Great Abaco à Marsh Harbour avec des vents soutenus de 110 km/h et une pression centrale estimée de 985 hPa. À 23 h, les observations d'un avion de reconnaissances ont montré que le système était devenu un ouragan de catégorie 1 à 40 km à l'est-nord-est de Freeport (Bahamas).
À 8 h UTC le 10, les radars météorologiques de Miami et Melbourne en Floride ont montré que Nicole à touché la côte de cet État juste au sud de Vero Beach avec des vents soutenus de 120 km/h. L'heure suivante, la friction a ramené le cyclone au seuil de tempête tropicale se dirigeant vers le centre de la Floride. Après avoir incurvé sa trajectoire vers le nord-ouest, Nicole est sortie brièvement sur le golfe du Mexique un peu après 18 h UTC, entre Tampa et Homosassa.
Par la suite, elle a longé la côte ouest de la Floride vers la région du Big Bend Coast, entrant sur terre dès Cedar Key. À 3 h UTC le 11, Nicole a été rétrogradée à dépression tropicale à 35 km au nord de Tallahassee et est entrée en Géorgie. Elle a ensuite accéléré vers le nord-est et le NHC a émis son dernier message à 15 h UTC, passant le flambeau au Weather Prediction Center. La dépression est devenue post-tropicale à 21 h UTC à 85 km au sud-sud-ouest de Charleston (Virginie-Occidentale). Se déplaçant à 76 km/h vers le nors-est, elle sera absorbée en périphérie d'une dépression qui se creusait sur les Grands Lacs.
Le système fusionné est passé juste au sud de Montréal tôt le matin du 12 novembre. Il est passé ensuite sur les provinces de l'Atlantique. La dépression a traversé rapidement le nord de l'Atlantique le 13 avant d'être absorbée par une autre tempête le 14 entre le Groenland et les îles Britanniques,.

## Préparatifs
Comme mentionné antérieurement, le gouvernement des Bahamas a émis des alertes cycloniques pour le nord des Bahamas. De plus, des abris temporaires ont été ouverts à plusieurs endroits à Grand Bahama et dans les îles Abaco. Plusieurs centaines de personnes s'y sont réfugiées à l'approche de la tempête.
En Floride, le gouverneur Ron DeSantis a déclaré l'état d'urgence le 7 novembre, couvrant 34 comtés, dont Miami-Dade, Broward et Palm Beach. Le président Joe Biden a déclaré une situation d'urgence en Floride le 9 novembre et a ordonné qu'une aide fédérale soit fournie pour atténuer les effets de la tempête. Ceci s'ajoutant aux alertes cycloniques émises pas le National Hurricane Center.
Plusieurs écoles ont été fermées dans le même État, plusieurs parcs tels que SeaWorld Orlando et Busch Gardens Tampa ont annoncé qu'ils seraient fermés le 10 novembre, d'autres comme  Universal Orlando Resort et Walt Disney World Resort été fermés une partie de la journée. L'ouverture du tournoi de golf du championnat féminin Pelican à Belleair (à l'ouest de Tampa) a été reportée en raison de l'approche de la tempête et l'événement a été raccourci à 54 trous. Une journée le défilé pour Veterans Day a été décommandé dans Jacksonville de même qu'une cérémonie dans le comté de Hillsborough. Les responsables du Centre spatial Kennedy ont retardé le lancement d'Artemis 1 de deux jours, jusqu'au 16 novembre, mais la fusée est restée sur l'aire de lancement pendant la tempête. Les principaux aéroports de la région : Palm Beach, Daytona Beach et Orlando, ont suspendu leurs opérations pendant le passage de Nicole. Les responsables locaux ont émis des ordres d'évacuation obligatoires pour les résidents des îles-barrières , des zones basses et des maisons mobiles.
Des veilles d'onde de tempête et de tempête tropicale ont été émises pour le sud-est de la Géorgie comme mentionné antérieurement. Les avertissements ont été ensuite étendues aux  côtes de la Caroline du Sud. Un avis de temps violent et de crue soudaine ont été émis pour plusieurs comtés de Caroline du Nord. Des régions de la Caroline du Nord et de la Virginie ont été mises un avertissement de tornade le 11 novembre.
Le Service météorologique du Canada prévoyait des pluies fortes sur l'est du Canada et des vents pouvant aller jusqu’à 90 km/h dans l’estuaire et le golfe du Saint-Laurent avec l'ex-Nicole,. Des avertissements météorologiques ont été envoyés dès le 10 novembre pour ces régions. La pluie devant se transformer en pluie verglaçante et grésil sur la Gaspésie et même en neige sur la Côte-Nord du Québec, des avertissements appropriés ont aussi été émis. Le service de traversiers entre Matane et Godbout a été annulé pour la journée de samedi 12 novembre par la Société des traversiers du Québec (STQ). Les départs entre Rivière-du-Loup et Saint-Siméon ont aussi été annulés le 11 et le 12.

## Conséquences
| Pays                   | Directs | Indirects | Dommages (Milliards $US) | Réf.   |
| ---------------------- | ------- | --------- | ------------------------ | ------ |
| États-Unis             | 1       | 4         | ~1                       | ,.     |
| République dominicaine | 6       | 0         | N/D                      | [ 29 ] |
| Total                  | 7       | 4         | ~1                       |        |
| Total                  | 11      | 11        | ~1                       |        |

### Antilles
Le précurseur de Nicole a laissé des pluies torrentielles et des coulées de boue dans de nombreuses îles telles que la Dominique, Sainte-Lucie, Saint-Martin et la Guadeloupe,,,. Selon Philip Pierre, premier ministre de Sainte-Lucie, les dégâts dans le nord de Sainte-Lucie étaient importants. À Saint-Kitts-et-Nevis et aux îles Vierges britanniques la pluie à causé des inondations locales. Aucun dégât majeur ne fut rapporté à Antigua-et-Barbuda n'a été signalé, bien que de fortes pluies aient été signalées alors que les précipitations ont été plus importantes sur Antigua où les drains ont débordé, entraînant l'entrée de l'eau dans une lagune.
La perturbation a aussi apporté accumulations de pluie de 100 à 200 mm à Porto Rico du 4 au 6 novembre. Des totaux de pluie similaires ont été signalés en République dominicaine, certaines parties de Saint-Domingue recevant jusqu'à 232 mm. Au moins six personnes ont été tuées en République dominicaine par la tempête. De plus, plusieurs centaines de maisons ont été endommagées et le secteur agricole du pays a été affecté négativement,.
Aux Bahamas, les inondations et l'onde de tempête ont surtout affecté Grand Bahama, Great Abaco et New Providence. De plus, des arbres abattus et des pannes de courant ont été signalés dans toutes les îles du nord-ouest,.

### États-Unis

#### Floride

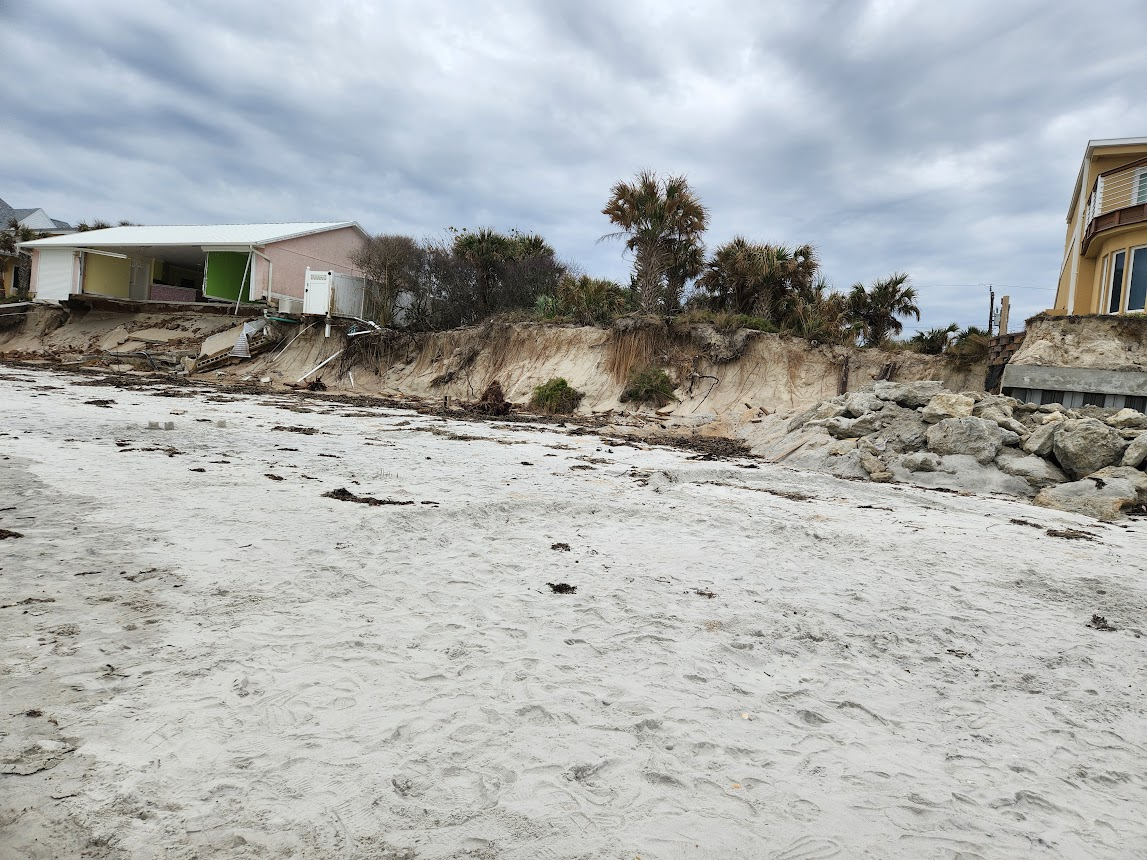
Une maison et une plage érodées par Nicole en Floride.

Nicole a causé une onde de tempête destructrice sur la côte Est et Sud de la Floride et les inondations côtières majeures ont été observées aussi loin au nord que Charleston (Caroline du Sud). Un seuil de 3,58 pieds (1 m) au-dessus de la marée haute a été observé à Jacksonville (Floride) a ainsi été signalé à l'arrivée de l'ouragan, le niveau le plus élevé enregistré depuis 1928 battant le record de 3,21 pieds (0,98 m) avec l'ouragan Matthew en 2016. On rapportait ainsi des inondations majeures à Fernandina Beach, à Cap Canaveral, West Palm Beach et dans les Keys de Floride à Key Vaca et à Charleston, alors que des inondations modérées se sont produites à Fort Pulaski, en Géorgie. Il est à noter que Nicole a touché terre à marée basse, sinon les dégâts des inondations auraient été beaucoup plus importants.
Plusieurs bâtiments se sont effondrés ou ont été menacés de s'effondrer en raison de la grave érosion des plages le long de la côte est de l'État,. Une grande partie de cette érosion a aggravé celui fait par l'ouragan Ian en septembre précédent. Dans le comté de Flagler, les autorités ont déclaré qu'aucune maison n'avait été détruite, mais que 299 avaient été endommagées ou inondées, dont 20 ont subi des dégâts importants, alors que dans le comté de Volusia ce sont 19 maisons qui ont été complètement détruites et 416 autres et bâtiments ont été endommagés. Des restes humains dans ce que l'on pense être un cimetière amérindien sur l'île South Hutchinson, comté de Martin, ont été mis au jour par l'érosion causée par la tempête.
Des rafales de vent de 110 km/h ou plus ont été signalées à trois stations météorologiques majeures : l'aéroport d'Orlando-Melbourne (129 km/h), Cocoa Beach (126 km/h) et l'aéroport d'Orlando-Sanford (110 km/h). Une rafale à 161 km/h a été enregistrée sur une mât à 183 m du sol au Centre spatial Kennedy, où se trouvait le vaisseau spatial Artemis. Les vents et la pluie ont privés entre 271 000 et 335 000 clients d'électricité selon les autorités,. Ce sont 45 des 67 comtés de la Floride qui ont été mis en état d'urgence. Une vingtaine de districts scolaires ont annulé les cours et 15 refuges d’urgence furent ouvert à la population le long de la côte est de la Floride.
Les médias rapportèrent au moins 5 victimes : deux personnes par électrocution lorsque des lignes électriques tombées à Conway, dans le comté d'Orange, deux autres personnes dans un accident de voiture sur l'autoroute à péage de Floride dans le même comté après qu'un automobiliste ait perdu le contrôle et ait heurté une dépanneuse, tuant les deux conducteurs et un homme de 68 ans du centre de la Floride est décédé à Cocoa Beach sur son yacht amarré au quai de la ville. Les premières estimations des dommages dans les comtés de Flagler et de Volusia dépassaient les 500 millions de dollars.

#### Autres États
La tempête post-tropicale a provoqué de fortes pluies du sud-est au nord-est des États-Unis. Dans les Blue Ridge Mountains, jusqu'à 200 mm de pluie étaient prévus. La carte ci-contre montre que les maxima de 60 à 80 mm vont de l'ouest de la Pennsylvanie à l'ouest de l'État de New-York avec le pic de 102 mm au sud de Buffalo (New York). Il est ainsi tombé 60 mm à Pittsburgh en Pennsylvanie.
Le Storm Prediction Center a rapporté 8 cas de dégâts par le vent sous des orages en Virginie, en Pennsylvanie et dans l'État de New York le 11 novembre.

### Canada
Les restes post-tropicaux de Nicole ont laissé des quantités importantes de pluie sur sur l'extrême est de l'Ontario, le sud du Québec et les provinces de l'Atlantique. Il est ainsi tombé de 40 à 80 millimètres dans les régions autour de Montréal, dans l'Estrie et le centre du Québec les 11 et 12 novembre,,,. À Sept-îles, c'est plutôt 10 centimètres de neige qui sont tombés et près de 1 500 clients ont été privées d'électricité sur la Côte-Nord,. En Gaspésie, 3 299 clients ont aussi été touchés par les pannes.
En Nouvelle-Écosse, près de 13 000 domiciles et entreprises étaient privés de courant le 12 au matin, dont environ 9 000 dans la région d'Halifax et les rafales ont atteint 79 km/h à l’aéroport international Stanfield. Ailleurs dans les Maritimes, 1 812 clients du Nouveau-Brunswick ont manqué d'électricité.

## Statistiques
Nicole a établi un certain nombre de records de basse pression atmosphérique pour le mois de novembre. De plus :
- c'est la première fois depuis 2005 que deux ouragans touchent la Floride (avec Ian) la même saison cyclonique[38] ;
- c'est le premier ouragan de novembre à toucher la côte de l'État depuis l'ouragan Yankee de 1935 et Kate en 1985[56] ;
- c'est le second ouragan le plus tardif à toucher la côte américaine en novembre, l'ouragan Kate détient le record du 21 novembre en 1985[57] ;
- c'est le premier ouragan à toucher terre sur la côte Est de la Floride depuis Katrina en 2005 durant une saison cyclonique[57].